# Igor Malinovsky
Igor Malinovsky (russisch Игорь Владимирович Малиновский, transkribiert Igor Wladimirowitsch Malinowski; * 6. November 1977 in Swerdlowsk) ist ein in Deutschland tätiger russischer Violinist und Violinpädagoge. Wegen besonderer Verdienste für die Republik Österreich erhielt Igor Malinovsky 1995 die österreichische Staatsbürgerschaft.

## Werdegang
Malinovsky wurde in einer Musikerfamilie geboren. Er zeigte als Kind großes Interesse an Musik und entdeckte sein Talent und die Liebe zur Violine. Igor Malinovsky erhielt seinen ersten Geigenunterricht im Alter von sechs Jahren bei Wladimir Milstein in Swerdlowsk. Sein erster bedeutender Auftritt fand in Moskau statt. Mit 13 Jahren gewann er 1990 einen 1. Preis und Grand Prix beim Diaghilev-Wettbewerb in Moskau.
Im Januar 1992 übersiedelte er nach Wien. Malinovsky begann 1992 ein Studium bei Dora Schwarzberg und bei Gerhard Schulz an der Universität für Musik und darstellende Kunst Wien. Seit 1998 war er Student von Zakhar Bron an der Musikhochschule Köln, 2002 vollendete er seine Studien bei Zakhar Bron.

## Auftritte
Seit 1994 hatte er Auftritte u. a. in Österreich, Italien, der Schweiz, Mexiko, Deutschland, China, Frankreich und Argentinien. Igor Malinovsky gastierte als Solist u. a. bei der Zagreber Philharmonie, der Moskauer Philharmonie, im Gasteig/München, beim Wiener Musikverein und im Wiener Konzerthaus sowie in der Kongresshalle Luzern. Er machte Tourneen durch Asien, die USA, Südamerika und Europa.
Igor Malinovsky wurde von dem Symphonieorchester des Bayerischen Rundfunks, den New Yorker Philharmonikern sowie dem WDR-Symphonieorchester Köln, der Sächsischen Staatskapelle Dresden, der Oper Frankfurt, den Nürnberger Philharmonikern, dem Arturo-Toscanini-Orchester, den Essener Philharmonikern und dem Beethovenorchester Bonn mehrmals als Konzertmeister eingeladen. Er arbeitet als Violinvirtuose und Kammermusiker. Zu seinem Repertoire gehören Werke von Bach, Bartók, Berg, 
Beethoven, Brahms, Bazzini, Dvořák, Glasunow, Chatschaturjan, Lalo, Kreisler, Mendelssohn, Mozart, Paganini, Prokofjew, Schostakowitsch, Schumann, Schnittke, Sibelius, Sarasate, Strawinski, Tschaikowsky, Wienawsky und Vivaldi. Igor Malinovsky spielt eine Pressenda-Violine aus dem Jahr 1826.
Von 2002 bis 2005 war er 1. Konzertmeister an den Opernhäusern von München, Berlin und Valencia. Zwischen 2005 und 2010 hatte er die Position eines 1. Konzertmeisters im Bayerischen Staatsorchesters unter der Leitung des Generalmusikdirektors Zubin Mehta, des ersten Konzertmeisters im Orchester der Komischen Oper Berlin unter der Leitung des Generalmusikdirektors Kirill Petrenko und des ersten Konzertmeisters im Orchester Palau de les Arts Reina Sofía Valencia unter der Leitung des Generalmusikdirektors Lorin Maazel inne. Seit 2009 ist Igor Malinovsky Professor für Violine an der Hochschule für Musik Carl Maria von Weber Dresden sowie Gastprofessor an der ESMUC (Musikhochschule) Barcelona. Außerdem wurde er in die Jurys mehrerer internationaler Wettbewerbe berufen und zu zahlreichen Meisterkursen im In- und Ausland eingeladen.
Igor Malinovsky ist Ehrenmitglied beim Schweizer Rotaryclub Kreuzlingen-Konstanz und erhielt den Paul Harris Fellow Award auf Grund seines Engagements für die Benefizkonzerte für das Mine-Ex-Projekt.

## Preise
- 1990 1. Preis und Gewinner des Grand Prix beim Diaghilev-Wettbewerb, Moskau
- 1991 Preisträger des Internationalen Henryk-Wieniawski-Violinwettbewerbs in Lublin, Polen
- 1993 2. Preis im Menuhin-Wettbewerb in Folkestone, England
- 1993 1. Preis beim Internationalen Demidov-Wettbewerb, Russland
- 1994 2. Preis beim Internationalen Rodolfo-Lipizer-Wettbewerb, Italien
- 1996 Preisträger beim Internationalen Fritz-Kreisler-Wettbewerb, Wien
- 2001 Preisträger beim Internationalen Pablo-Saraste-Wettbewerb, Pamplona, Spanien
- 2002 1. Preis beim 1. Internationalen Violin-Wettbewerb zum Madeira-Music-Festival in Portugal